# Justizvollzugsanstalt Torgau
Die Justizvollzugsanstalt Torgau ist eine Justizvollzugsanstalt (JVA) in der nordsächsischen Stadt Torgau. Sie befindet sich in der ehemaligen Festungsanlage Fort Zinna und bietet in vier Haftbereichen Platz für etwa 370 Strafgefangene im geschlossenen Vollzug sowie für 24 Strafgefangene  im offenen Vollzug in einem externen Haftbereich.

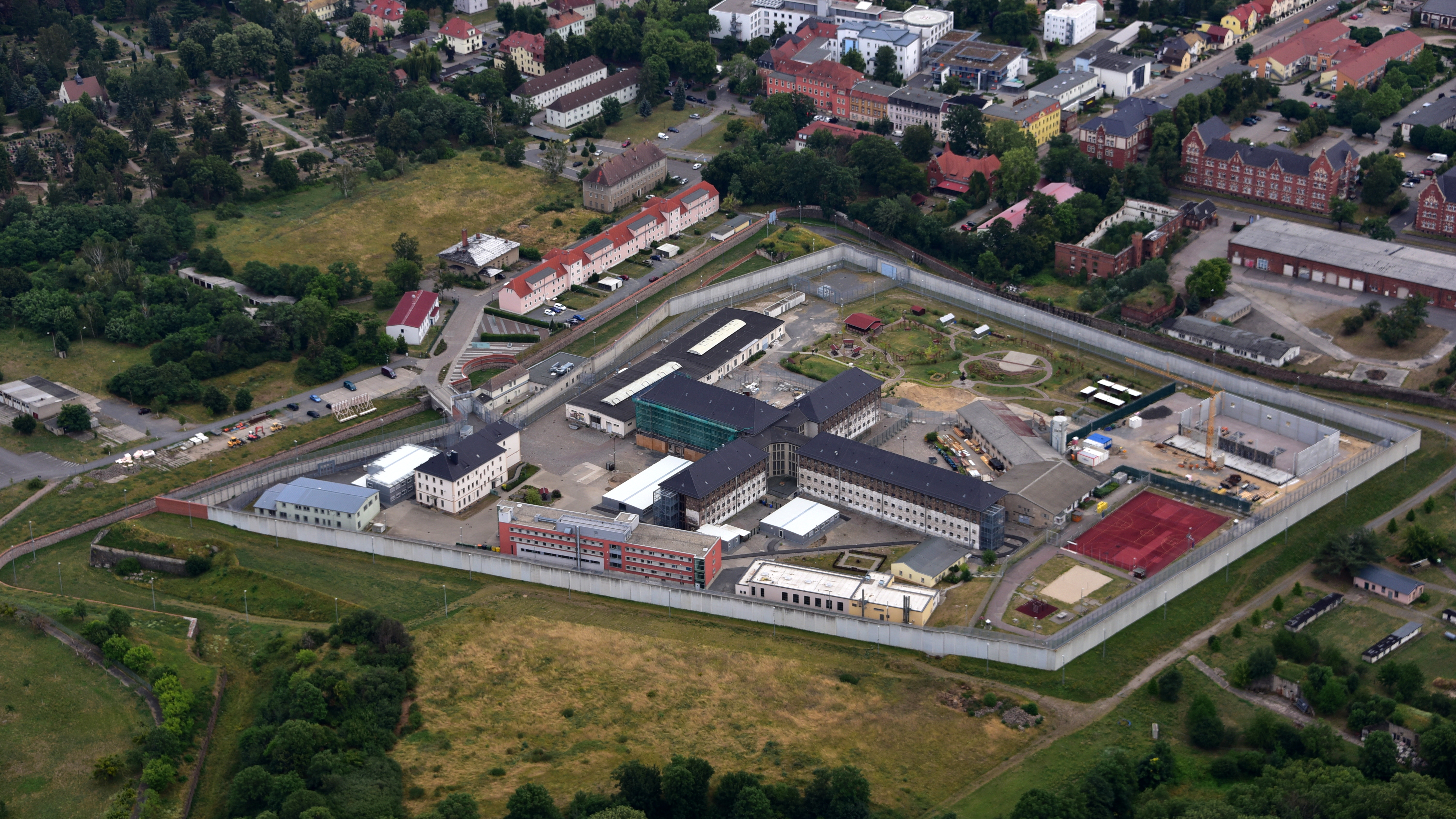
JVA Torgau, Luftaufnahme (2019)

## Geschichte
1811 wurde das Fort Zinna als Teil der Festung Torgau unter König Friedrich August I. auf Befehl von Napoleon I. errichtet. Ab 1890 diente es als Militärgefängnis der preußischen Armee. Während des Ersten Weltkriegs wurden hier kriegsgefangene Offiziere interniert.
In der Weimarer Republik diente die Festung ab 1919 als ziviles „Strafgefängnis“. Zu Beginn der Zeit des Nationalsozialismus ab 1933 wurden hier politische Gegner als „Schutzhäftlinge“ gefangen gehalten. 1936 wurde das Fort vom Reichsjustizministerium dem Oberkommando des Heeres übergeben und wurde zum Wehrmachtgefängnis Torgau, dem größten Militärgefängnis des Deutschen Reiches. 1943 wurde das Reichskriegsgericht von Berlin zunächst nach Potsdam und anschließend nach Fort Zinna in Torgau verlagert. Bis Kriegsende wurden hier Militärangehörige gefoltert und zahlreiche Inhaftierte in einer nahegelegenen Kiesgrube und im Wallgraben der Anstalt erschossen. Die Befreiung durch alliierte Truppen erfolgte am 25. April 1945.
Von September 1945 bis Oktober 1948 waren im Fort Zinna die Speziallager Nr. 8 und Nr. 10 Torgau der sowjetischen Besatzungsmacht einquartiert. Im Lager Nr. 8 waren die über 8000 inhaftierten Deutschen aufgrund des von NKWD-Chef Beria erlassenen Befehls Nr. 00315 vom 18. April 1945 wegen der tatsächlichen oder angeblichen Mitgliedschaft oder Funktion in nationalsozialistischen Organisationen vollkommen von der Außenwelt isoliert. Ihnen wurden keine konkreten Vergehen angelastet, und ihre strafrechtliche Verurteilung war nie beabsichtigt. Das Lager Nr. 10 diente als Durchgangsgefängnis für Tausende deutsche und sowjetische Staatsbürger, bevor sie militärgerichtlich zu 5–25 Jahren „Besserungsarbeitslager“ in der Sowjetunion verurteilt wurden. 1949 erfolgte die Übergabe von Fort Zinna an die Deutsche Volkspolizei, und 1950 wurde das Gebäude für den Strafvollzug der DDR eröffnet.
Beim Hochwasser 2002 und Hochwasser 2013 unterstützten Strafgefangene aus der JVA Torgau die Stadtbevölkerung bei der Schadensbegrenzung und -beseitigung.
Über die Geschichte von Fort Zinna informiert das Dokumentations- und Informationszentrum Torgau. Es gehört zur Stiftung Sächsische Gedenkstätten zur Erinnerung an die Opfer politischer Gewaltherrschaft und befindet sich im Schloss Hartenfels in Torgau.